# Gazeta Robotnicza
Gazeta Robotnicza – czasopismo powołane do życia w Berlinie 3 stycznia 1891 roku przez polskich socjalistów działających w socjaldemokracji niemieckiej (SPD). Jako redaktor sygnowany był Władysław Kurowski, a po jego śmierci od lipca 1892 Franciszek Morawski. Gazetę redagowali również Ignacy Daszyński, Stanisław Grabski i Stanisław Przybyszewski.

## Historia
Ukazywał się ze zmiennym podtytułem, na początku: „Organ partii socjalno-demokratycznej”, od 7 lutego 1891 – „Organ socjalistów polskich”. Od 1901 – „Pismo poświęcone sprawom polskim ludu pracującego w zaborze pruskim. Organ Polskiej Partii Socjalistycznej”. 
Od 1901 roku redakcja została przeniesiona do Katowic. W 1907 pismo miała 800 prenumeratorów na Śląsku, a w 1910 nakład wynosił 6000 egzemplarzy, w tym 3000 prenumeratorów.
W dwudziestoleciu międzywojennym organ Okręgowego Komitetu PPS Górnego Śląska i Zagłębia Dąbrowskiego (w 1928 redaktorem naczelnym „GR” został Henryk Sławik), wychodziła także po wojnie.